# Dennstaedtia coronata
Dennstaedtia coronata là một loài thực vật có mạch trong họ Dennstaedtiaceae. Loài này được (Sodiro) C. Chr. miêu tả khoa học đầu tiên năm 1905.